# Lepenski Vir

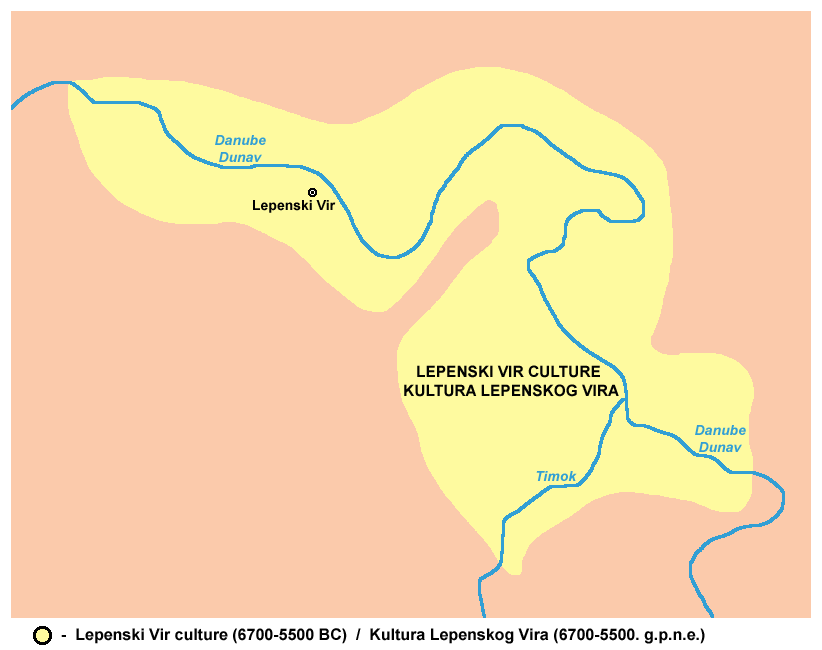

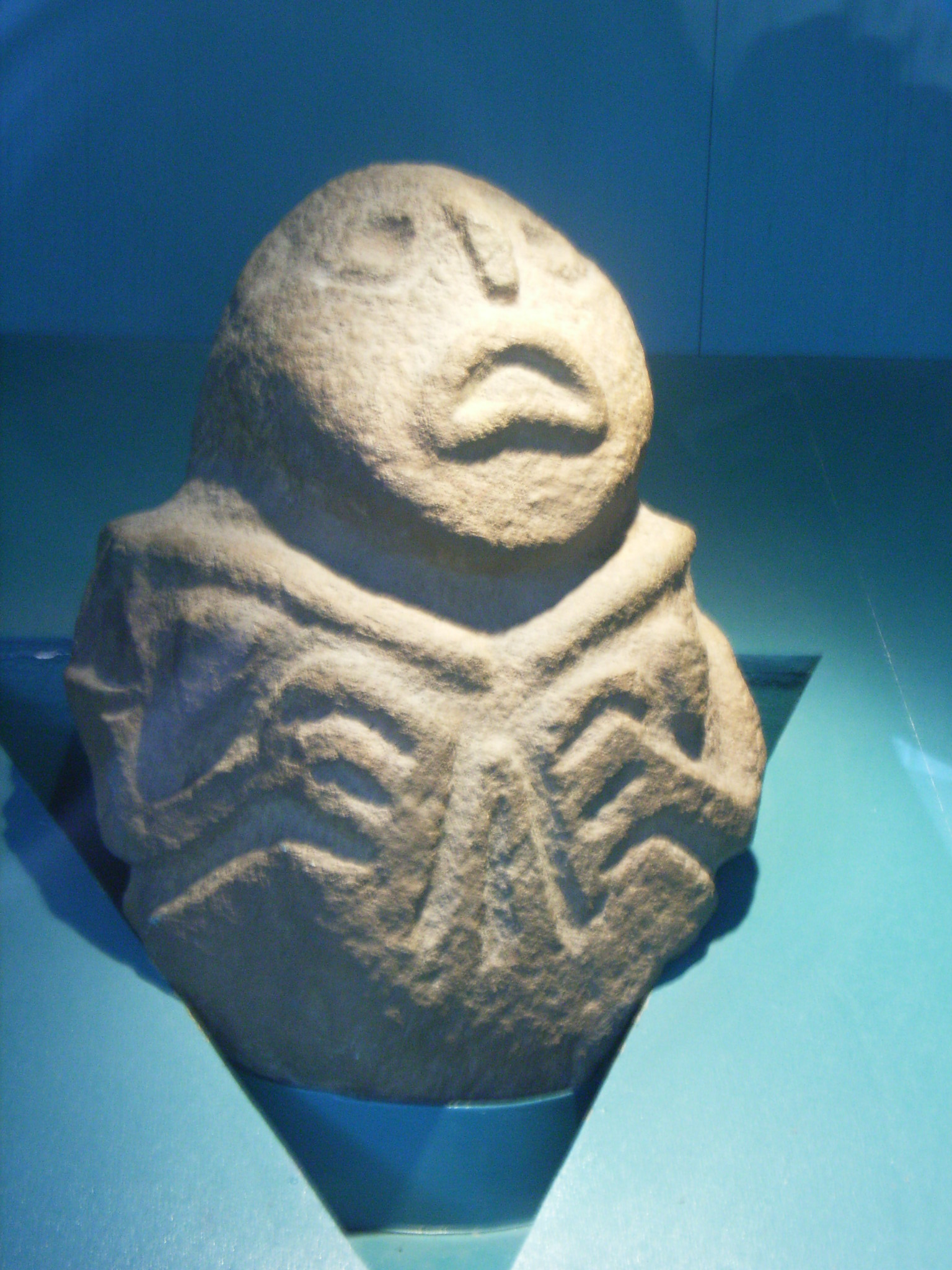
Escultura de Lepenski Vir.

Lepenski Vir é um assentamento da pré-história europeia localizado na Sérvia, que data de mais de 8000 anos e que desenvolveu um sistema econômico e sociocultural elaborado. Encontra-se próximo do rio Danúbio, concretamente na sua passagem pelo desfiladeiro das Portas de Ferro. As principais escavações foram feitas entre 1965 e 1971 por Dragoslav Srejović, da Universidade de Belgrado. Encontraram-se ferramentas de pedra e de osso, bem como lares e numerosos objetos religiosos entre os que se encontram esculturas únicas feitas em pedra.
O assentamento evidência a transição gradual de um jeito de vida de caçadores-coletores a outro de agricultura mais sendentário, típico do Neolítico. Lepenski Vir inclui as primeiras obras de arte monumentais na Europa Central e na península Balcânica, bem como as mais antigas formas organizadas de vida social, econômica e religiosa na bacia do Danúbio. Esta civilização possuía conhecimentos de arquitetura, urbanismo, geometria, matemáticas, astronomia, arte e religião.
Através da sua arte, as suas crenças e modo de subsistência, esta civilização cruzou o abismo que ainda existia entre o Mesolítico e Neolítico nas culturas do Danúbio. Segundo a UNESCO, Lepenski Vir é "um impressionante exemplo da relação entre o homem e a natureza, do papel e da importância do meio ambiente natural para a organização da vida e da cultura em geral."

## Estrutura social
A cultura de Lepenski Vir descende diretamente dos primeiros caçadores-coletores da Europa, tendo certos paralelismos com restos encontrados em Brno. As evidências arqueológicas de ocupações em caverna, na Europa, de caçadores coletores chegam até o 20000 a.C., mas não seria até por volta de 7000 a.C. que aparecem ocupações similares às de Lepenski Vir num planalto de pequena altura.
A estrutura social complexa era dominada por um culto religioso que provavelmente servia para unir e coordenar a atividade dos seus membros. Foram encontrados numerosos objetos sacrais que apoiariam esta teoria. O mais notável exemplo seria um tipo de escultura único da cultura de Lepensky Vir, que seria um dos primeiros representantes da arte sacral europeia.
Esta estrutura social responderia à produção agrícola. Com os produtos agrícolas aumenta a qualidade de vida e mudam os velhos hábitos de vida. Os mecanismos de evolução seguem sem estar claros, mas tudo aponta mais a desenvolvimento indígena que a invasão estrangeira.

## Arquitetura
A área do assentamento principal de Lepenski Vir foi ocupada entre o Mesolítico e o Neolítico em diferentes fases. Em torno da zona principal encontram-se várias vilas satélite com a mesma cultura e habitadas no mesmo período. Os vestígios arqueológicos encontrados nas zonas próximas mostram assentamentos temporários que deixaram algumas construções, provavelmente destinadas a épocas concretas de caça e coleta. Isto sugere que seriam sociedades semi-nômades com uma economia distribuída entre a exploração dos recursos da área e alguns aproveitados por temporadas.
O assentamento está claramente planejado. Todas as casas foram construídas seguindo um padrão geométrico, o qual denota uma arquitetura própria desta cultura: é um dos seus maiores sucessos. Nas cercanias do sítio encontra-se uma necrópole muito elaborada. As únicas exceções eram certos anciãos que eram enterrados atrás das chaminés nas casas, seguindo um ritual religioso.
Em sete assentamentos em torno de Lepenski Vir encontraram-se 136 residências e edifícios sacrais com datas dentre 6500 e 5500. A disposição básica do assentamento consiste em duas alas principais e uma zona central vazia que seria um estilo de praça da povoação ou lugar de encontro. O assentamento é dividido radialmente com numerosos caminhos, todos tomando o rio como eixo. As vilas próximas ficam paralelas às falésias circundantes.
A base de cada habitação do assentamento está construída como um triângulo equilátero em vez de redonda ou circular, o qual sugere a importância dos números para os habitantes do sítio.
O interior de cada casa inclui uma chaminé construída com pedras retangulares. As chaminés estendem-se mais ao fundo para criar pequenas capelas na parte posterior da casa. Sempre estavam decoradas com esculturas talhadas em pedras de rio que poderiam representar quer os deuses ou velhos habitantes da zona. Outro fato significante é que no centro das casas há uma pequena depressão circular, o qual poderia ser uma espécie de altar.

## Escultura
Todas as esculturas foram talhadas a partir de seixos rolados de arenito encontrados na margem do rio.
As esculturas podem ser separadas em duas categorias, uma simples com certos desenhos geométricos e outras antropomorfas. Estas últimas são mais interessantes, pois todas as figuras estão modeladas com expressões dantescas. Unicamente a face e a cabeça estão modeladas de jeito natural, embora com certos traços, como o nariz, um tanto deformados. Pelo, braços e mãos podem adotar diferentes formas, e até mesmo há alguns com estrutura similar a um peixe. Isto poderia sugerir algum tipo de rito ou veneração para o rio.